# Kim Eui-Kon
Kim Eui-Kon (Corea del Sur, 24 de enero de 1958) es un deportista surcoreano retirado especialista en lucha libre olímpica donde llegó a ser medallista de bronce olímpico en Los Ángeles 1984.

## Carrera deportiva
En los Juegos Olímpicos de 1984 celebrados en Los Ángeles ganó la medalla de bronce en lucha libre olímpica de pesos de hasta 57 kg, tras el luchador japonés Hideaki Tomiyama (oro) y el estadounidense Barry Davis (bronce).